# N96 (Nederland)
De N96 was volgens de wegnummering 1957 de Nederlandse weg van Rotterdam naar Nijmegen. De weg liep volledig over de Rijksweg 15.
In 1957 werd het E-wegenstelsel ingevoerd in een aantal landen in West-Europa, waaronder Nederland. Niet alle belangrijke wegen kregen een Europees E-nummer. De belangrijke wegen zonder E-nummer kregen een nationaal N-nummer. Hiervoor werd de serie N89-N99 gebruikt om ervoor te zorgen dat de nummers niet overlapten met de (toen nog slechts administratieve) rijkswegnummers die van 1 tot en met 82 liepen.
Zo kreeg de weg van Rotterdam via Gorinchem en Tiel naar Nijmegen het nummer N96. Bij Ridderkerk sloot de N96 aan op de oude E10 tussen Rotterdam en Breda, bij Gorinchem op de oude E37 tussen Utrecht en Breda, bij Geldermalsen op de oude E9 tussen Utrecht en 's-Hertogenbosch en bij Bemmel op de N93 tussen Arnhem en Nijmegen.
De N-nummering was geen groot succes. In 1976 werd de A-nummering ingevoerd. Daarbij kreeg de N96 het nummer A15. 
 ·  ·  ·  ·  ·  ·  ·  ·  ·  · 